# System Reference Document
No movimento de jogo aberto, um System Reference Document  (Documento de Referência do Sistema) ou SRD  é uma referência para a mecânica de um jogo de RPG licenciada sob a Open Game License (OGL) para permitir que outras editoras façam material compatível com aquele jogo.

## História
O primeiro SRD foi publicado em 2000 pela Wizards of the Coast (WotC) e é baseado na terceira edição de Dungeons and Dragons; foi revisado após o lançamento da versão 3.5 de D&D em 2003. Esse SRD permitiu que editores terceirizados produzir livremente material compatível com D&D. Também formou a base para jogos de RPG independentes de outras editoras, como Mutants & Masterminds e Pathfinder Roleplaying Game, entre outros.
A 4ª edição do D&D, lançada em 2008, não foi licenciada pela OGL, mas sim pela mais restritiva e Game System License. O SRD do Sistema 4e é bem diferente. Em vez dos textos completos das regras licenciadas pela OGL, o 4e SRD apresenta apenas listas de conceitos e tabelas dos livros de regras da 4e que podem ser usados em um produto compatível.
A 5ª edição de D&D foi lançada em 2014. Um novo SRD licenciado pela OGL baseado na 5ª edição foi lançado em janeiro de 2016 e atualizado para a versão 5.1 em maio de 2016.
Alguns outros sistemas de jogo, como FATE, as edições da Mongoose Publishing de RuneQuest, Traveler e Zweihänder Grim & Perilous RPG também lançaram suas próprias mecânicas sob distintos "SRDs" licenciados pela OGL. 
Mais sobre revisado

## Escopo
O SRD especifica o esqueleto das regras de e mecânicas, incluindo raças, classes, talentos, habilidades, magias, itens mágicos e monstros compatíveis com a versão do sistema d20 de Dungeons & Dragons edições 3,0-3,5 (a quarta edição representa uma revisão substancial) e vários outros jogos de RPG da Wizards of the Coast. Ele é atualizado continuamente para cumprir as erratas emitidas pela WotC. Em comparação com os livros publicados para Dungeons and Dragons, o SRD fornece as mesmas regras básicas, mas carece de elementos. Não há deuses nomeados, nenhum dos feitiços, também não há nomes de NPCs, não há nenhuma menção a Greyhawk ou outras obras protegidas por copyright da WotC. Também não há regras para a criação do personagem, evolução ou qualquer outra coisa relacionada com os temas proibidos pela licença do sistema d20. Alguns monstros - mais notavelmente como illithids e beholders - também foram deixados de fora da SRD.